# Emil Goršek
Emil Goršek, slovenski atlet, * 3. september 1914, Celje, † 1945.
Goršek je za Kraljevino Jugoslavijo nastopil na Poletnih olimpijskih igrah 1936 v Berlinu, kjer je izpadel v prvem krogu teka na 800 in 1500 m.